# レッドブル・RB3
レッドブル・RB3 (Red Bull RB3) は、レッドブル・レーシングが2007年のF1世界選手権に投入したフォーミュラ1カー。デザイナーは2006年度よりチームに加入したエイドリアン・ニューウェイ。

## 開発

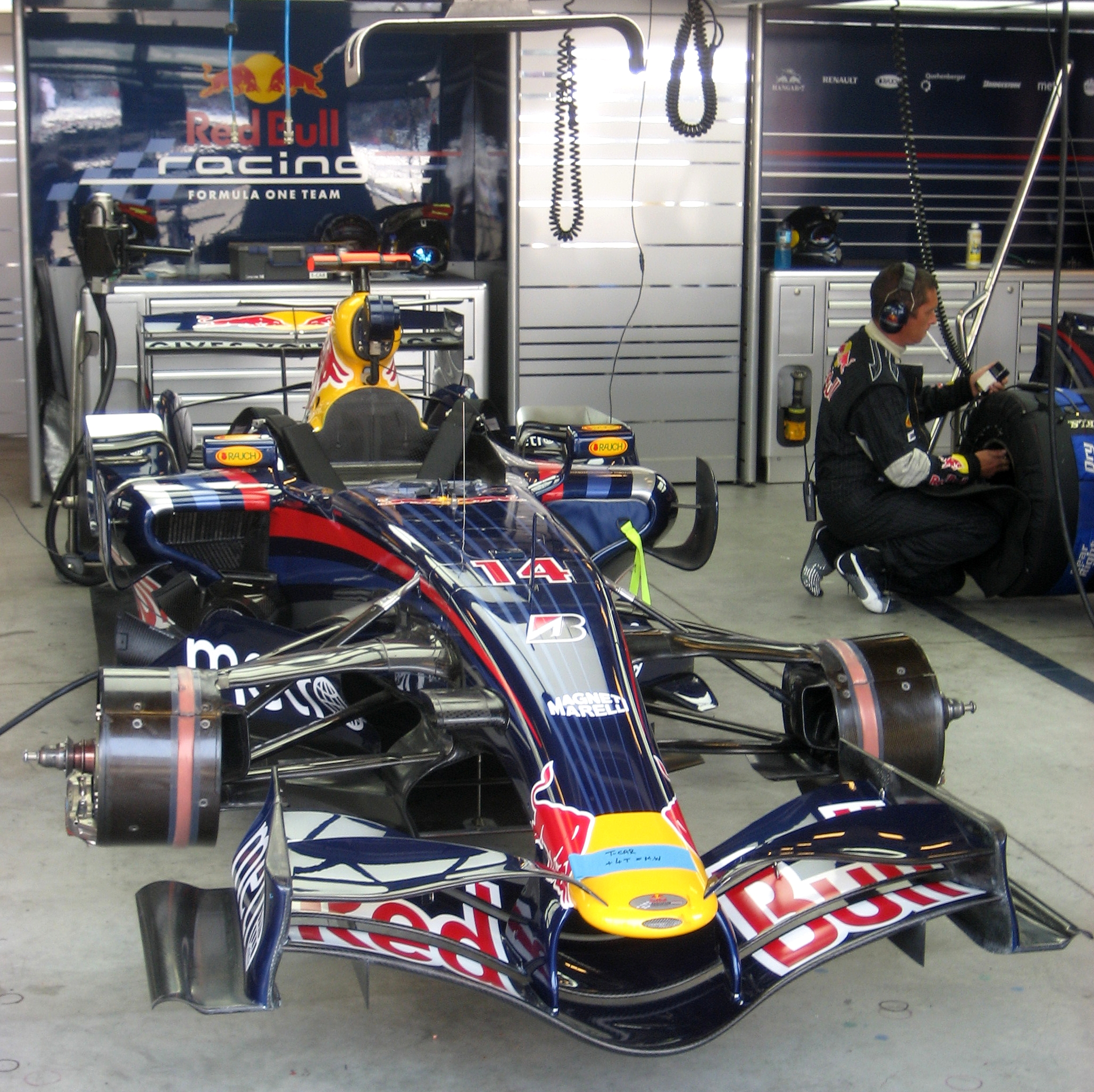
2007年アメリカGPにてガレージ内に停車するRB3。タイヤが外された状態になっている。

2006年にマクラーレンより移籍したエイドリアン・ニューウェイによってデザインされたRB3はRB2と概観を大きく異にしており、随所にマクラーレン・MP4-20を髣髴とさせるものであった。しかし、信頼性の低かったMP4-20と同様、RB3もシェイクダウン時から信頼性に悩まされ続け、特にギアボックスの信頼性問題は深刻だった。

## スペック

### シャーシ
- シャーシ名 RB3
- トランスミッション 縦置き7速ギヤボックス、APレーシング製クラッチ
- ホイール AVUS
- タイヤ ブリヂストン
- ブレーキキャリパー ブレンボ
- ブレーキディスク・パッド ヒトコ
- 電子部品 マニエッティ・マレリ(エンジン)、Pi(シャシー)

### エンジン
- エンジン名 ルノー RS27
- 気筒数・角度 V型8気筒・90度
- 排気量 2,398cc
- エンジン重量 95kg
- 燃料 エルフ

## 記録
シーズンが開幕した後も信頼性の問題は一向に回復せず、予選ではTOP10の常連となるなど、速さを見せるものの、前半の9戦の完走率は50％と深刻な状態であった。ところが第10戦ヨーロッパGPでマーク・ウェバーが3位表彰台、チームメイトのデビッド・クルサードも5位入賞を果たすと信頼性の問題も一定の改善が見られるようになった。
日本GPではウェバーが2位走行中に後続車に追突されリタイアするなどの不運などもあり、結局24ポイント獲得、コンストラクターズチャンピオンシップ5位に留まるも、来期に期待を持たせた。
| 年   | No. | ドライバー           | 1   | 2   | 3   | 4   | 5   | 6   | 7   | 8   | 9   | 10  | 11  | 12  | 13  | 14  | 15  | 16  | 17  | ポイント | ランキング |
| 年   | No. | ドライバー           | AUS | MAL | BHR | ESP | MON | CAN | USA | FRA | GBR | EUR | HUN | TUR | ITA | BEL | JPN | CHN | BRA | ポイント | ランキング |
| ---- | --- | -------------------- | --- | --- | --- | --- | --- | --- | --- | --- | --- | --- | --- | --- | --- | --- | --- | --- | --- | -------- | ---------- |
| 2007 | 14  | デビッド・クルサード | Ret | Ret | Ret | 5   | 14  | Ret | Ret | 13  | 11  | 5   | 11  | 10  | Ret | Ret | 4   | 8   | 9   | 24       | 5位        |
| 2007 | 15  | マーク・ウェバー     | 13  | 10  | Ret | Ret | Ret | 9   | 7   | 12  | Ret | 3   | 9   | Ret | 9   | 7   | Ret | 10  | Ret | 24       | 5位        |

- ドライバーズランキング
  - デビッド・クルサード 10位
  - マーク・ウェバー 12位